# Hybrid Child
Hybrid Child ist ein Manga der japanischen Zeichnerin Shungiku Nakamura, die 2005 in Japan erschien. Er wurde als Hörspiel und Original Video Animation adaptiert, in mehrere Sprachen übersetzt und ist in die Genres Boys Love, Comedy und Drama einzuordnen. 

## Inhalt
Die Geschichten des Mangas spielen in der Zukunft und drehen sich um die Hybrid Child: intelligente Androiden, die soziale Bindungen mit den Menschen eingehen, mit denen sie leben und sich dabei entwickeln. In drei Kurzgeschichten geht es um die Liebe von drei Männern, dem jungen Kotarō Izumi, dem Schwertkämpfer Ichi Seya und dem Erfinder Kuroda, zu ihren Hybrid Child. 

## Veröffentlichungen
Der Manga wurde vom 28. Juni 2003 (Ausgabe 8/2003) bis 28. August 2004 (Ausgabe 10/2004) im Magazin Be-Boy Gold des Verlags Seiji Biblos veröffentlicht. Die Kapitel wurden am 10. März 2005 in einem Sammelband zusammengefasst. Eine zweite Ausgabe kam 2008 bei Kadokawa Shoten heraus. Im Oktober 2015 kommt eine deutsche Übersetzung beim Carlsen Verlag heraus. Bereits 2006 erschien eine englische Übersetzung bei Digital Manga Publishing, es folgten französische und chinesische Fassungen.
In Japan brachte Marine Entertainment 2005 eine Hörspielserie zum Manga heraus. 2014 und 2015 folgte eine vierteilige Original Video Animation. Bei der Produktion von Studio Deen führte Michio Fukuda Regie, das Drehbuch schrieb Aki Itami. Das Charakterdesign entwarf Takahiro Kishida und für den Schnitt war Masahiro Matsumura verantwortlich. Die Musik komponierte Hijiri Anze, Musikproduzent war Lantis. Die erste Folge erschien in Japan am 29. Oktober 2014, die letzte am 28. Januar 2015.

## Synchronisation
| Rolle        | japanischer Sprecher (Seiyū) | japanischer Sprecher (Seiyū) |
| Rolle        | Hörspiel                     | Anime                        |
| ------------ | ---------------------------- | ---------------------------- |
| Hazuki       | Kōsuke Toriumi               | Daisuke Hirakawa             |
| Kotarō Izumi | Jun Fukuyama                 | Nobuhiko Okamoto             |
| Ichi Seya    | Junichi Suwabe               | Ryōhei Kimura                |
| Yuzu         | Kōki Miyata                  | Tsubasa Yonaga               |
| Tsukishima   | Hikaru Midorikawa            | Yoshitsugu Matsuoka          |
| Kuroda       | Kazuhiko Inoue               | Yūki Ono                     |

## Rezeption
Jason Thompson bezeichnet den Manga als Yaoi-Version von Chobits oder Dolls und gibt eine Altersempfehlung ab 16 Jahren. Optisch sei das im negativen Sinne gewöhnlich und wenig reizvoll. Doch die tragischen, bittersüßen Geschichten seien emotional anrührend. Die Schwache von den dreien ist die mittlere, mit ihren unangenehm pädophilen Anspielungen. In Zeit und Handlungsort sind die Geschichten ungenau, die ersten beiden vage modern, aber trotz allem interessant zu lesen.